# Accord sur les technologies de l'information

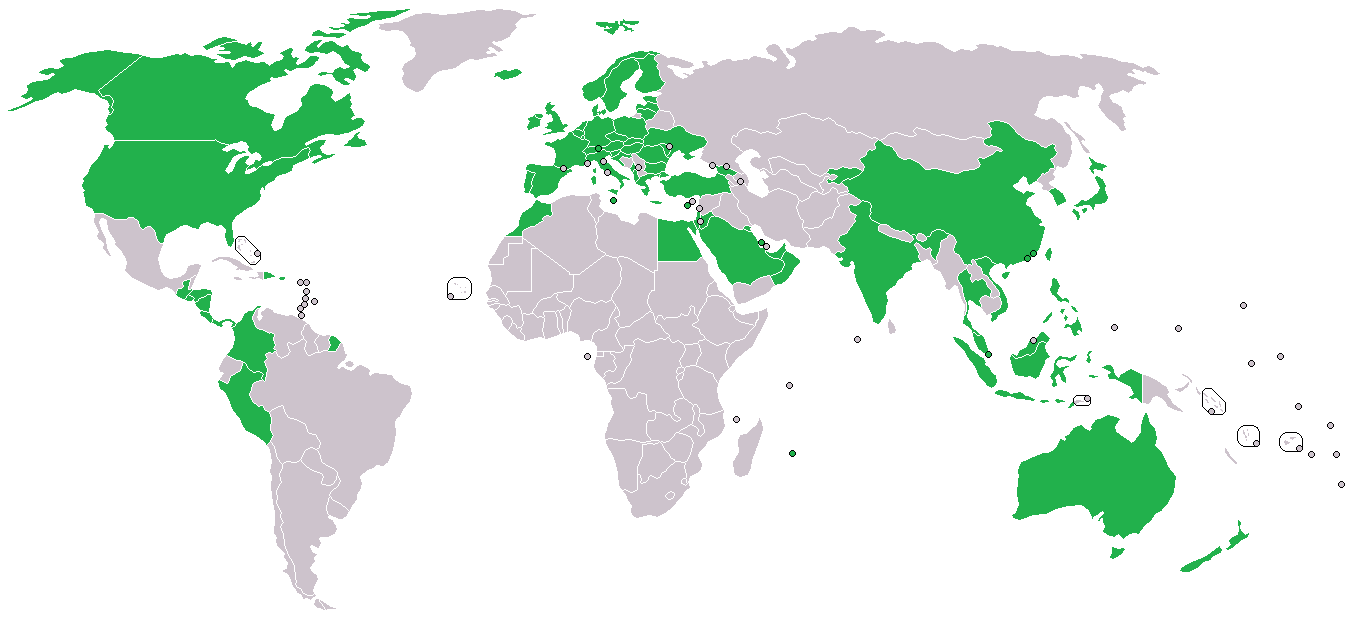
Carte des membres en 2013 de l'accord sur les technologies de l'information.

L'accord sur les technologies de l'information (ATI) est un accord de libre-échange multilatéral, sous l'autorité de l'OMC. Il vise notamment à réduire, voir supprimer les barrières douanières dans le secteur des technologies de l'information. Il est actuellement signé par 81 membres de l'OMC.

## Histoire
L'accord est à l'origine poussé par le secteur privé notamment des entreprises américaines, puis d'un vaste ensemble de représentant privée des pays développés. Un accord de principe est validé entre l'Union européenne et les États-Unis en décembre 1995, avant que le forum de Coopération économique pour l'Asie-Pacifique appuie cet accord et que celui-ci soit négocié durant la conférence de Singapour de 1996 en décembre 1996.
Signé le 13 décembre 1996 par 29 membres de l'OMC, il entre en application le 1er juillet 1997.
L'accord vise à l'horizon 2000, avec quelques exceptions pour les pays en développement, à une suppression des droits de douane sur toute une gamme de produits électroniques incluant : les ordinateurs et ses appareils périphériques, les logiciels, les semi-conducteurs, les appareils de réseaux, les appareils photos et de sons, les photocopieuses, les caisses des magasins, les calculatrices et les appareils ayant un caractère scientifique.
En 2008, les États-Unis, le Japon et Taïwan émettent une plainte sur la non-application d'une partie de cet accord par l'Union européenne.
En 2012, des négociations commencent pour élargir la gamme de produits touchés par cet accord.